# Levis (bedrijf)
Levis is een voormalig Belgisch bedrijf en huidig merk van verven en lakken.

## Geschiedenis
Het bedrijf werd in 1831 opgericht door Gustave Levis. In 1835 kreeg Gustave Levis een eerste onderscheiding voor de hoge kwaliteit van zijn verf op de tentoonstelling te Brussel. Op dat moment was hij de verfleverancier van de Belgische spoorwegen. In 1960 ging Levis samen met het Franse bedrijf Société Anonyme de Peintures Techniques (SAPT). Het bedrijf groeide gestaag en de productie in Vilvoorde groeide van 4162 ton in 1948 tot 35.000 ton in 1973.
In mei 1985 werd Levis overgenomen door de AKZO coatings groep. Op moment van de overname in 1985 was Levis met 800 mensen actief in 15 Europese landen waaronder Duitsland, Nederland, Frankrijk , Zwitserland en Oostenrijk. Het had ook vele exportgebieden in Azië, Afrika, Amerika, Nieuw Caledonië, Martinique en vele andere exportlanden. In 1994 ging de AKZO coatings groep op in AkzoNobel.